# Анна Еборн
Анна Еборн (швед. Anna Eborn; нар. 1 лютого 1983, Скатфо, Швеція) — шведська кінорежисерка. Вона відома тим, що знімає документальні фільми про незвичайних людей та їхні культури по всьому світу, зокрема про старошведів села Зміївка, що на Херсонщині.

## Фільмографія
- 2010 — Баба (короткометражний фільм)
- 2013 — Пайн-Рідж (документальний фільм)
- 2014 — Зміївка (короткометражний фільм)
- 2016 — Epifanía (документальний фільм)
- 2017 — Ліда (документальний фільм)
- 2019 — Придністров'я (документальний фільм)[5][3]

## Нагороди
- 2014: Премія «Дракон», Гетеборзький кінофестиваль за фільм «Пайн-Рідж».
- 2019: Нагорода Big Screen Competetion Award, Роттердамський кінофестиваль, за фільм Придністров'я.
- 2019: Премія «Дракон» для фільму Придністров'я найкращий скандинавський документальний фільм, Гетеборзький кінофестиваль.
- 2020: Guldbagge за найкращий документальний фільм, фільм Придністров'я.[3]